# Grayville
Grayville è un comune degli Stati Uniti d'America, situato nello Stato dell'Illinois, diviso tra la contea di White e la contea di Edwards.